# Haus Hartenfels

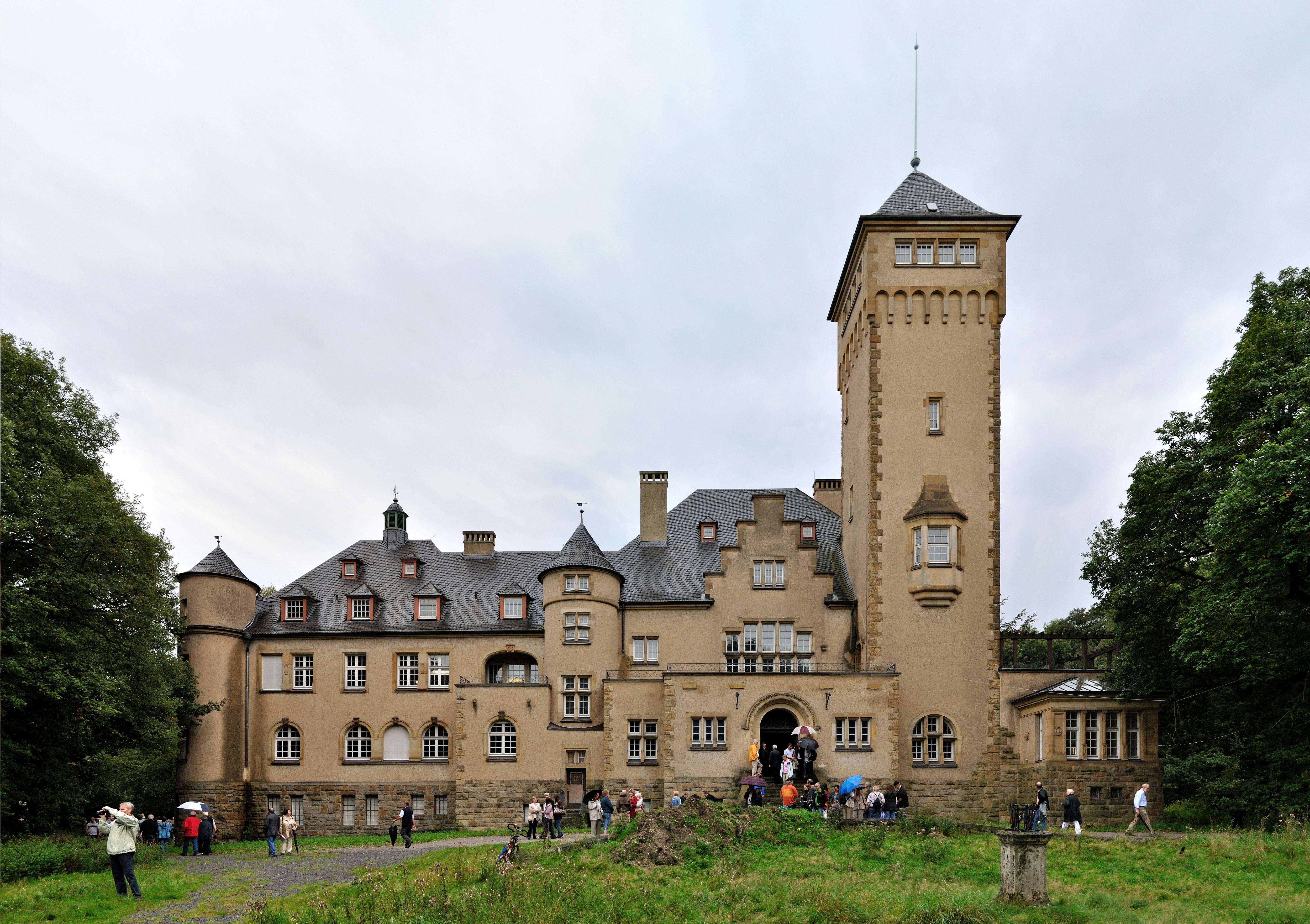
Haus Hartenfels

Haus Hartenfels ist ein im Duisburger Stadtwald gelegener schlossartiger Landsitz im Stadtteil Neudorf-Nord. Das Haus steht in 82,53 m ü. NHN auf der Kuppe des Backelsberges, der höchsten Erhebung Duisburgs, dessen Gipfel mit 83,7 m ü. NHN rund 100 m vor dem Südtor des Anwesens im Wald liegt.

## Geschichte
Bauherr war der Stahlindustrielle Peter Klöckner (1863–1940), der seinen Schwager Hermann Wolters (1868–1951), Baurat in Coesfeld, mit dem Bau beauftragte. Das Haus wurde 1910/1911 auf einem Grundstück im Duisburger Stadtwald errichtet, das Klöckner von der Stadt Duisburg gekauft hatte.
Nach einem ersten Entwurf sollte zunächst ein aufwendig gestaltetes, im neoromanischen Stil errichtetes Gebäude entstehen. Der Entwurf erfuhr jedoch erhebliche Vereinfachungen. Es entstand ein zweigeschossiges Landhaus im Stil des Späthistorismus mit Zentralhalle und repräsentativen Wohn- und Empfangsräumen. An der Westfassade entstanden Wintergärten und Erker. 1927 war der gesamte Gebäudekomplex fertiggestellt.
Zwei im rechten Winkel verlaufende Waldwege, die nördlich des Anwesens durch den Wald zur Monning verlaufen, heißen heute Klöcknerweg. Erzählungen nach lief Peter Klöckner häufig auf diesem Weg von Haus Hartenfels zur Mülheimer Straße, um trotz seines Vermögens mit der Straßenbahn nach Duisburg zu fahren. Auf ihnen kann man auch heute noch vom Parkplatz Monning zum Haus Hartenfels spazieren.
Nach Klöckners Tod 1940 diente die schlossartige Villa nur noch zwei Jahre als Familiensitz. Mit Beginn der Luftangriffe auf das Ruhrgebiet zog die Familie in einen abgelegenen Besitz im Westerwald. Da der Turm des Hauses einen weiten Rundumblick bietet, nutzte man das Haus als FLAK-Beobachtungsposten. Zeitgleich errichtete man im Wald neben Haus Hartenfels an dem Ausflugslokal Wolfsburg eine große, heute gesprengte Bunkeranlage, in der ab Juni 1942 der Gefechtsstand (Kommandozentrale) der 4. Flakdivision mit dem Decknamen „Drossel“ von Ratingen verlegt wurde. Aufgabe von Beobachtungsposten und Gefechtsstand war die für die sog. Kammhuber-Linie entwickelte Kombinierte Nachtjagd („Konaja“), bei der FLAK und Jagdflugzeuge koordiniert gegen anfliegende Bombergeschwader eingesetzt wurden. Trotz ihrer strategischen Bedeutung wurden die Gebäude nicht von Bomben getroffen.
Nach dem endgültigen Auszug der Familie nach dem Zweiten Weltkrieg quartierte man Ausgebombte und Flüchtlinge ein. Nach jahrelangem Verfall wurde das Gebäude in den 1980er Jahren äußerlich wiederhergestellt. Zu dem etwa sechs Hektar großen Grundstück gehört ein wertvoller Park- und Waldbestand. 1998 wurden Villa, Pförtnerhaus mit Remisengebäude, Gärtnerhaus und Park unter Denkmalschutz gestellt.
In den Jahren 2006 und 2011 starteten Versuche die Immobilie zu vermarkten. Gegen die Nutzung der mitten im Wald gelegenen Immobilie regte sich Bürgerprotest. Vor allem die auf Mülheimer Seite wohnenden gut betuchten Anlieger bemängelten den zu erwartenden Autoverkehr auf der Zufahrtsstraße, dem ruhigen von Radfahrern genutzten Grenzweg. Zeitungsberichten nach führte die von Duisburg gewollte Nutzung auch zu Verstimmungen zwischen den Stadtverwaltungen von Duisburg und Mülheim.
Zwischen 2014 und 2019 wurde das Haus grundlegend renoviert und zu mehreren Wohneinheiten umgebaut. Das Haupthaus wurde Ende 2019 fertiggestellt und ist seitdem teilweise bezogen.